# Arte ad Ancona
L'arte ad Ancona ha lasciato in ogni epoca testimonianze significative, specialmente nei periodi di massima fioritura della città: durante l'impero di Traiano, nel periodo della repubblica marinara e in quello del porto franco settecentesco.

## Arte antica
L'arte picena e quella greca sono testimoniate dai reperti ritrovati nelle antiche necropoli ed esposti al Museo archeologico nazionale delle Marche e al Museo della città.
L'arte romana è ben rappresentata dall'Arco di Traiano, di proporzioni singolarmente slanciate, che sorge su un molo anch'esso di epoca traianea. L'anfiteatro, il cui scavo non è ancora completato, è comunque notevole per la porta pompae, detta Arco Bonarelli, e per l'annessa palestra gladiatoria. Il busto dell'imperatore Augusto in veste di pontefice massimo, ritrovato nell'area dell'antico foro ed esposto al Museo archeologico nazionale, è di pregevole fattura.

## Arte medievale
L'arte paleocristiana ha le sue testimonianze più notevoli nella basilica inferiore di Santa Maria della Piazza e nei sarcofagi del museo diocesano.
Ad Ancona l'arte ebbe un notevole sviluppo durante i secoli della repubblica marinara e perciò recepisce spesso influssi bizantini e orientali in genere. Si ricorda soprattutto il grande cantiere del Duomo, una delle più importanti chiese romaniche d'Italia. Altre chiese romaniche note a livello nazionale sono Santa Maria della Piazza e la Santa Maria di Portonovo.
L'architettura gotica è rappresentata dal Palazzo degli Anziani. Una scuola di pittura gotica, la Scuola di Ancona, fu attiva in città tra Trecento e Quattrocento, e Olivuccio di Ciccarello ne era il maestro.
Giorgio Orsini da Sebenico, esponente del Rinascimento Adriatico, lasciò in città le facciate della Loggia dei Mercanti, di San Francesco alle Scale e di Sant'Agostino, ricche di sue sculture.

## Rinascimento e Manierismo
Per l'architettura rinascimentale va segnalato il Palazzo Ferretti, il Palazzo del Governo e la Cittadella. La scultura quattrocentesca è rappresentata da un monumento funebre di Giovanni Dalmata, al Duomo. Il pieno Quattrocento in pittura è segnato dall'anconitano Nicola di Mastro Antonio. Nelle chiese e nella pinacoteca sono conservati alcuni capolavori di Carlo Crivelli, Lorenzo Lotto e Tiziano. Nel periodo manierista si distinguono i nomi di Pellegrino Tibaldi e di Andrea Lilli.

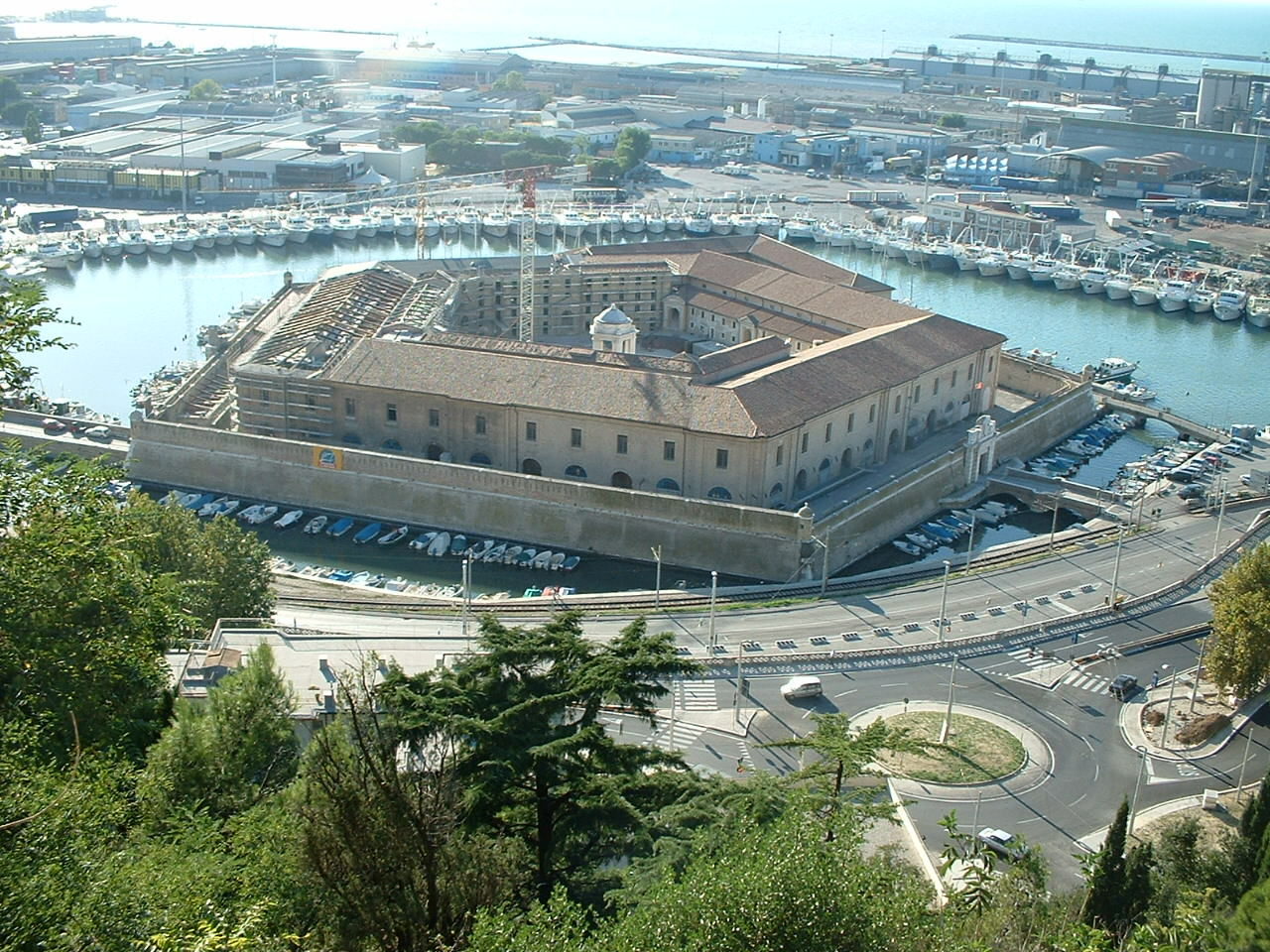
Il Lazzaretto, conosciuto anche come Mole Vanvitelliana, isola pentagonale all'interno del porto

## Barocco e Neoclassicismo
Testimonianze della pittura del Seicento sono i dipinti di Orazio Gentileschi, di Carlo Maratta e del Guercino. L'arte del XVIII secolo è contraddistinta dalla figura di Luigi Vanvitelli. Come già ricordato, egli progettò il nuovo Lazzaretto su un'isola artificiale di forma pentagonale, prolungò il molo realizzato secoli prima dall'imperatore Traiano, dove edificò l'Arco Clementino, realizzò la chiesa del Gesù, con una facciata concava che dominando il porto dall'alto, ne seguela naturale curvatura. Queste opere sono notevoli per il perfetto inserimento nell'ambiente naturale e per gli aspetti tecnici e costruttivi. Dopo l'istituzione del porto franco e la ripresa dei traffici, in città ci fu un periodo di fioritura artistica, testimoniato da numerose opere: l'interno della chiesa del Santissimo Sacramento, con le statue barocche degli apostoli, la chiesa di San Domenico, di Carlo Marchionni, i tanti palazzi nobiliari affrescati e rinnovati nelle facciate, Porta Pia, il nuovo ingresso monumentale della città, e infine le statue dei continenti all'interno della Loggia dei Mercanti, segno delle nuove correnti di traffico marittimo.
Testimonianze del periodo napoleonico sono alcune fortificazioni: la Lunetta di Santo Stefano, Forte Cardeto e il fortino di Portonovo.

## Ottocento e Novecento

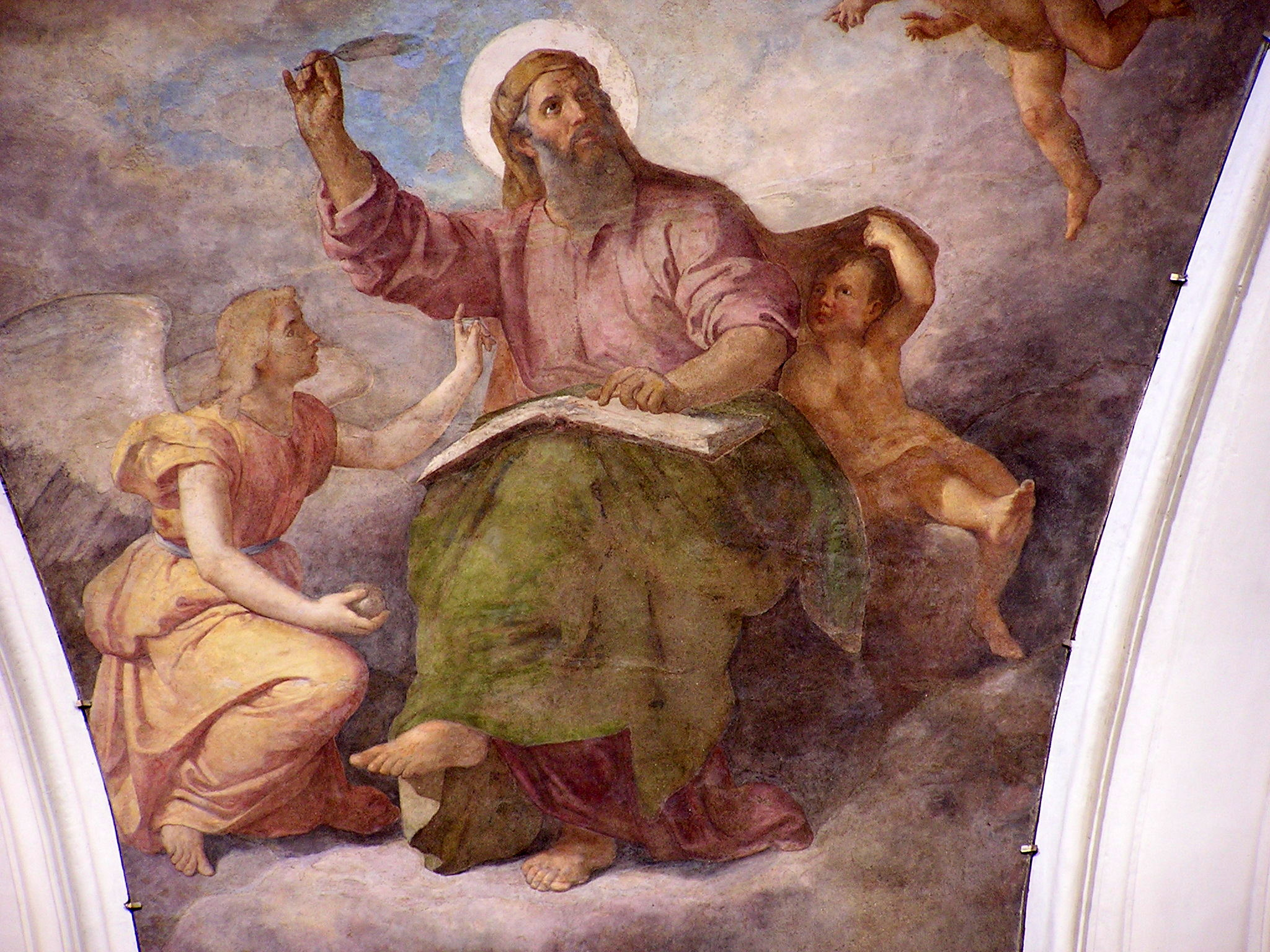
Francesco Podesti, San Matteo, Chiesa del Ss. Sacramento

Nell'Ottocento spicca la figura del pittore anconetano Francesco Podesti, che tra accademismo, pittura storica e romanticismo raggiunse fama internazionale. Fu uno degli ultimi grandi maestri dell'affresco, e con tale tecnica dipinse in Vaticano la sala dell'Immacolata Concezione. Uno dei suoi capolavori, il "Giuramento degli Anconitani", è uno dei simboli della città ed è esposto nella sala consiliare del Comune. Il Teatro delle Muse di Pietro Ghinelli ben rappresenta l'architettura neoclassica del primo Ottocento.
.

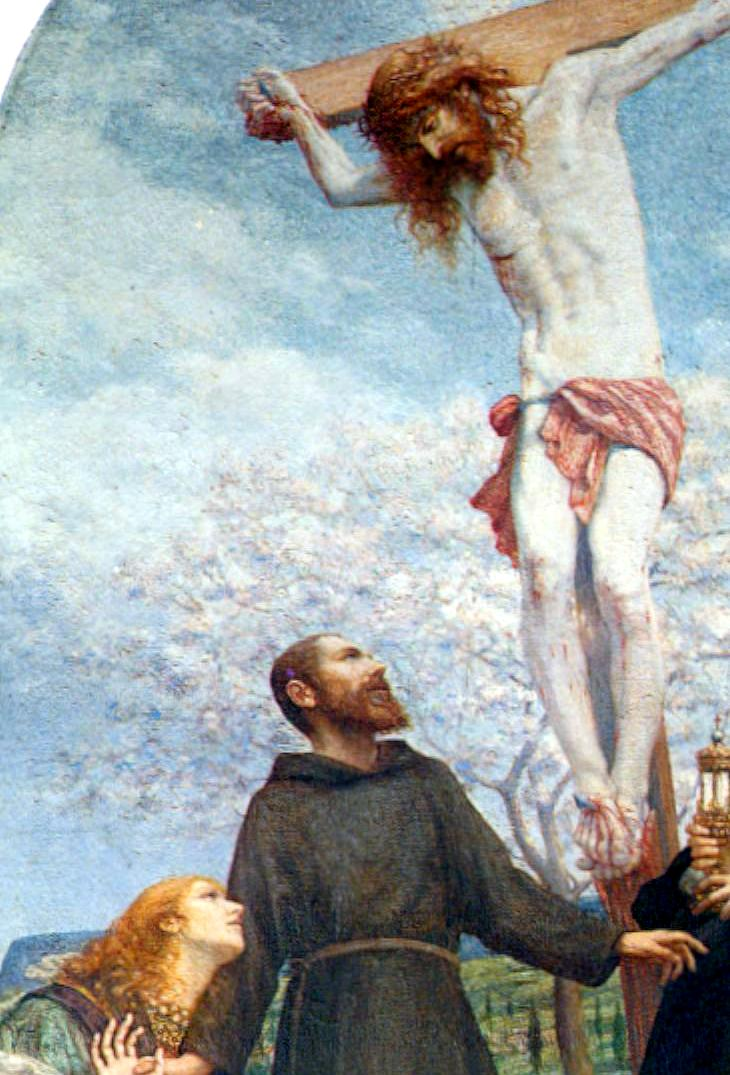
Fra Paolo Mussini, Pala d'altare della Chiesa dei Cappuccini

Nel periodo post-unitario la città si ingrandì e si rinnovò completamente; interessante dal punto di vista artistico ed urbanistico è tutta la zona dei tre corsi principali (la spina dei corsi), ma sono notevoli anche le tante fortificazioni risalenti al periodo in cui la città era piazzaforte di prima classe, opere dell'architetto militare Giuseppe Morando. Il pittore Fra' Paolo Mussini in quegli anni lavorò molto in città, lasciando alla Chiesa dei Cappuccini ottimi esempi di arte di inizio Novecento tra Divisionismo e Simbolismo..
Durante il ventennio fascista si aprì il Viale della Vittoria e si completò Corso Stamira. L'itinerario segnato da queste due arterie è ricco di edifici eclettici e in stile Novecento, ma anche di esempi di tardo liberty. Si segnalano il Palazzo delle Poste e il Monumento ai caduti, di Guido Cirilli, il Palazzo del Popolo, di Amos Luchetti Gentiloni con dipinti di Pio Pullini, la Casa del Mutilato, di Eusebio Petetti.
La Seconda guerra mondiale, con i pesanti bombardamenti anglo-americani, fece sparire importanti testimonianze artistiche della città. Tra queste la chiesa romanica di San Pietro, la chiesa gotica della Misericordia, la chiesa seicentesca di San Primiano, la chiesa greca di Sant'Anna; al museo diocesano della città si conservano alcune icone tardo-bizantine dell'iconostasi di San'Anna e alcune sculture del portale di San Pietro.

## L'arte dei nostri giorni
La scultura contemporanea ha alcune ottime testimonianze ad Ancona. Si citano qui le opere che più si sono inserite nella vita quotidiana della città.
Nel 1954 Vittorio Morelli ha lasciato in città la statua a Pinocchio, suggerita dal nome del quartiere omonimo; la scultura è stata subito molto amata e rappresentata nelle cartoline, inserendosi in breve tra i simboli cittadini. Il Pinocchio di Morelli è la prima scultura dedicata al burattino collodiano realizzata in Italia.
Pericle Fazzini ha creato per Ancona un monumento alla Resistenza posto sul colle panoramico del Pincio.
Tra le opere installate negli ultimi decenni, si ricorda la Mater amabilis di Valeriano Trubbiani (popolarmente detta I Rinoceronti), situata in piazza Pertini; essa riprende l'idea del rinoceronte realizzato da Trubbiani per le scene del film di Federico Fellini E la nave va. Le varie sedi universitarie ospitano suggestive sculture contemporaneee: il Grande cavallo reale di Aligi Sassu, che sembra emergere dal suolo del cortile della facoltà di economia, e due opere di Arnaldo Pomodoro ed una di Trubbiani, all'interno della Facoltà di Ingegneria.
Molto discussa è stata l'installazione della statua Violata, dello scultore anconetano Floriano Ippoliti, collocata in via Marconi, la prima in Europa dedicata alle donne vittime di violenza.

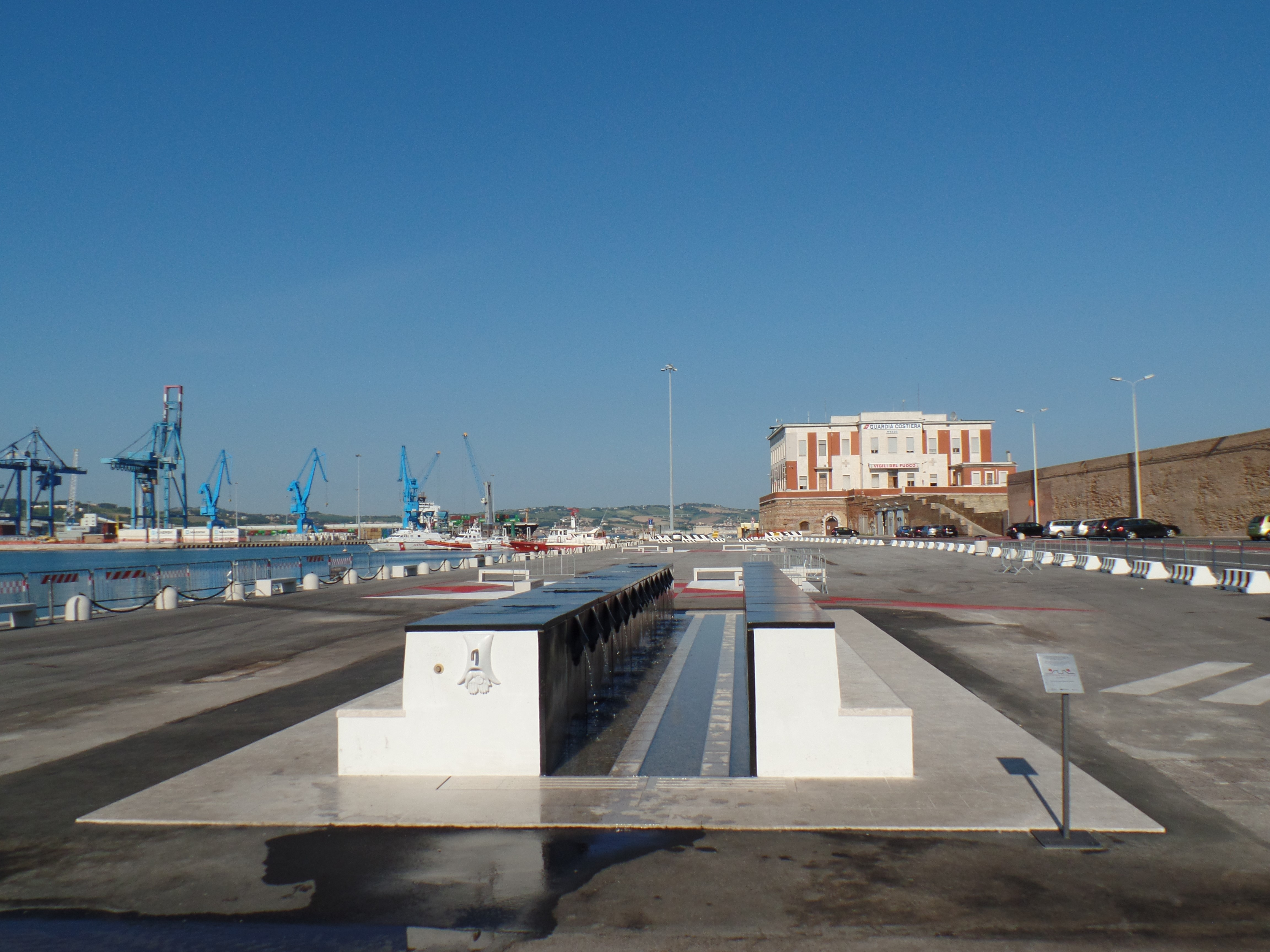
"Fontana dei due soli", al porto antico di Ancona, opera di Enzo Cucchi

Il 1º giugno 2017 è stata inaugurata al Porto antico della città nei pressi dell'Arco di Traiano, la "Fontana dei due soli" dello scultore Enzo Cucchi. Il titolo dell’opera si rifà alla possibilità in Ancona di vedere il sole sorgere e tramontare sul mare, per la forma a gomito del suo territorio
Per ciò che riguarda l'architettura, è notevole la sede della facoltà d'Ingegneria, progettata dall'architetto Pietro Belluschi; con la sua alta torre si è inserita con carattere nel panorama cittadino; negli spazi esterni della facoltà è presente la scultura Tarpare le ali, di Valeriano Trubbiani.
Altra notevole opera di architettura moderna è il palazzo Leopardi, una delle sedi della Regione Marche, di Vittorio Gregotti, che con il suo rivestimento in mattoni riecheggia la vicina Cittadella cinquecentesca.
Dal punto di vista urbanistico si ricordano le realizzazioni, assai criticate, di tre opere di grande impatto: la "stecca" di unità abitative in Via Scosciacavalli (arch. Sergio Lenci), la nuova Piazza Pertini e i "toroidi" di Piazza Ugo Bassi, importante snodo del trasporto pubblico urbano.